# Alto de la Cobertoria
El alto de la Cobertoria es un puerto de montaña de Asturias, situado en la sierra del Aramo, dentro de la cordillera Cantábrica.

## Geografía
El alto de la Cobertoria se encuentra en el principado de Asturias, entre las localidades de Santa Marina y Pola de Lena, y a pocos kilómetros de la Senda del Oso, una vía verde en plena montaña.
En lo más alto se encuentra, además, una necrópolis megalítica, que incluye seis megalitos, cuya utilización data desde el Neolítico hasta la Edad de Bronce, aproximadamente hasta el año 2000 a. C.
Uno de los dólmenes de la necrópolis, el dolmen de Mata'l Casare, que cuenta con cámara y túmulo funerario.

## Fiestas
En La Cobertoria se celebra cada primer domingo de julio la Fiesta del Cordero, que hermana a las poblaciones de Lena y Quirós, y que es Fiesta de Interés Turístico Nacional.

## Ciclismo
La Cobertoria es utilizada como paso habitual en carreras ciclistas, contando el puerto con dos vertientes habituales, una que se sube desde Santa Marina y la otra desde Pola de Lena. Desde Santa Marina la subida tiene una longitud de 8.1 km, con una pendiente media del 8.52%, mientras que desde Pola de Lena, la longitud del puerto es 9.5 km, con una pendiente media del 8.85%.

### Vuelta a España
El puerto ha sido utilizado de forma habitual en la Vuelta a España, habitualmente para dar dureza a la carrera en etapas que terminaban en el Angliru o en otros puertos de montaña asturianos, como el Gamoniteiro en 2021. Sin embargo, en la Vuelta a España 2006 se estrenó como puerto final de etapa, logrando la victoria Alexander Vinokourov, a la postre ganador de esa edición de la Vuelta, pese a que al final de aquella etapa fuese Alejandro Valverde el que vistiese el maillot de líder.
En la Vuelta a España 1993 se utilizó como paso para el final en el Alto del Naranco, donde en el descenso de La Cobertoria sufrió una famosa caída el suizo Alex Zülle, que describió la subida a La Cobertoria con cinco palabras, que se convirtieron en memorables: «Agua... bici, flores; culo, suelo». Su caída propició que su compatriota Tony Rominger sentenciase la Vuelta ese año.